# Fuentespalda (kommunhuvudort)
Fuentespalda är en kommunhuvudort i Spanien.   Den ligger i provinsen Provincia de Teruel och regionen Aragonien, i den östra delen av landet, 300 km öster om huvudstaden Madrid. Fuentespalda ligger 718 meter över havet och antalet invånare är 379.
Terrängen runt Fuentespalda är kuperad, och sluttar norrut. Runt Fuentespalda är det glesbefolkat, med 9 invånare per kvadratkilometer. Närmaste större samhälle är Valderrobres, 10,4 km nordost om Fuentespalda. 